# Luis Fredes Meza
Luis Fredes Meza (18 de enero de 1976) es un deportista chileno que compitió en taekwondo. Ganó una medalla de bronce en el Campeonato Panamericano de Taekwondo de 2000, en la categoría de –72 kg.

## Palmarés internacional
| Campeonato Panamericano | Campeonato Panamericano | Campeonato Panamericano | Campeonato Panamericano |
| Año                     | Lugar                   | Medalla                 | Categoría               |
| ----------------------- | ----------------------- | ----------------------- | ----------------------- |
| 2000                    | Oranjestad (Aruba)      | Medalla de bronce       | –72 kg                  |